# Kerawang
Kerawang is een bestuurslaag in het regentschap Aceh Tengah van de provincie Atjeh, Indonesië. Kerawang telt 251 inwoners (volkstelling 2010).